# Прибулець із майбутнього
«Прибулець із майбутнього», досл. «Поверненець» (яп. リターナー) — японський фантастичний бойовик 2002 р. режисера Такасі Ямадзакі. Головні ролі виконували Енн Судзукі і Такесі Канесіро. Композитором фільму є Акіхіко Мацумото, музичний ендінг «Dig In» виконує Ленні Кравіц.

## Сюжет
Міллі (Енн Судзукі) — солдат з 2084 року, коли людство перебуває на межі вимирання через війну з іншопланетною расою «Деггра». В остаточному оплоті людства, Тибеті, Міллі стрибає в недавно побудований часовий портал якраз перед захопленням прибульцями фортеці. Портал посилає її у 2002 рік, коли убили першого представника Деггру, який зробив аварійну посадку, і зупинити його від сигналізації до свого флоту вторгнення.
У нашому часу вона зустрічає вуличного найманця Міямото — вмілого стрільця, який не прагне їй допомагати, бо звик працювати з серйозними клієнтами. Міллі шляхом шантажу все ж домагається від Міямото сприяння.
Пізніше вони вистежують місце аварії іншопланетного корабля, але той відвезений в Національний інститут космонавтики. Далі в події втручається особистий ворог Міямото, людина, яка колись убила його найкращого друга: кримінальний бос на ім'я Мідзогучі, який жадає отримати доступ до інопланетним технологій, щоб посилити свій вплив. Дует зіштовхує Мізогучі на покинутій нафтовій вишці, де вони рятують прибульця. Міямото швидко вихоплює пістолет і вбиває Мідзогучі. Перш ніж вони зможуть з'ясувати, де силове поле вийшло з ладу, замаскований під авіалайнер Boeing 747—400 корабель Деггри отримав сигнал лиха. Прибульці беруть свого пораненого товариша і покидають Землю. Оскільки майбутня війна перестала існувати, Міллі повільно зникає.
Незабаром після інциденту Міямото вирішує відмовитися від свого насильницького способу життя насильства, проте йдучи додому, він стикається з бандитом, чиє життя пощадив раніше у Токійській затоці. Розуміючи, що беззбройний Міямото є безпорадним, бандит стріляє в нього та йде геть. Трохи пізніше Міямото вражено опритомнює і розуміє, що його життя було врятовано металевою пластиною. Пластина має письмове послання від Міллі, сказавши йому, що та відплатила йому. Міямото згадує ніч, коли Міллі возилася біля його плаща. У той час як Міямото і Міллі спали, друга дівчина, Міллі з майбутнього поклала металеву пластину в його плащ, перш ніж повернутися до свого часу.

## Ролі
- Такесі Канесіро — Міямото
- Енн Судзукі — Міллі
- Горо Кісітані — Мізогучі
- Кірін Кікі — Ши Чжи Тан
- Дін Харрінгтон — д-р Браун

## Цікаві факти
- Ім'я прибульця у фільмі звучить як «Деггра». Тибетською це означає «ворог».
- Літак «Buddyair 100747», який наприкінці фільму виявляється замаскованим іншопланетним кораблем, кілька разів з'являвся в кадрі ще до фінальної сцени.
- Пістолет, яким Міллі користується весь час у фільмі — Walther P99.
- Автомати, якими користуються солдати майбутнього — FN P90.